# Paul Ehrenfest
Paul Ehrenfest (Wenen, 18 januari 1880 – Amsterdam, 25 september 1933) was een in Oostenrijk geboren Nederlands natuurkundige (genaturaliseerd in 1922). Zijn wetenschappelijk oeuvre bestaat vooral uit bijdragen aan de statistische mechanica en de kwantummechanica.

## Eerste jaren
Ehrenfest werd geboren in de Oostenrijkse hoofdstad als jongste van de vijf zonen van Sigmund Ehrenfest (1828-1896), winkelier, en Johanna Jellinek (1844-1892). Zijn joodse ouders hadden een goed lopende kruidenierszaak. Hoewel zijn ouders niet al te religieus waren werd hij onderwezen in het Hebreeuws en in de geschiedenis van het Joodse volk.

## Loopbaan

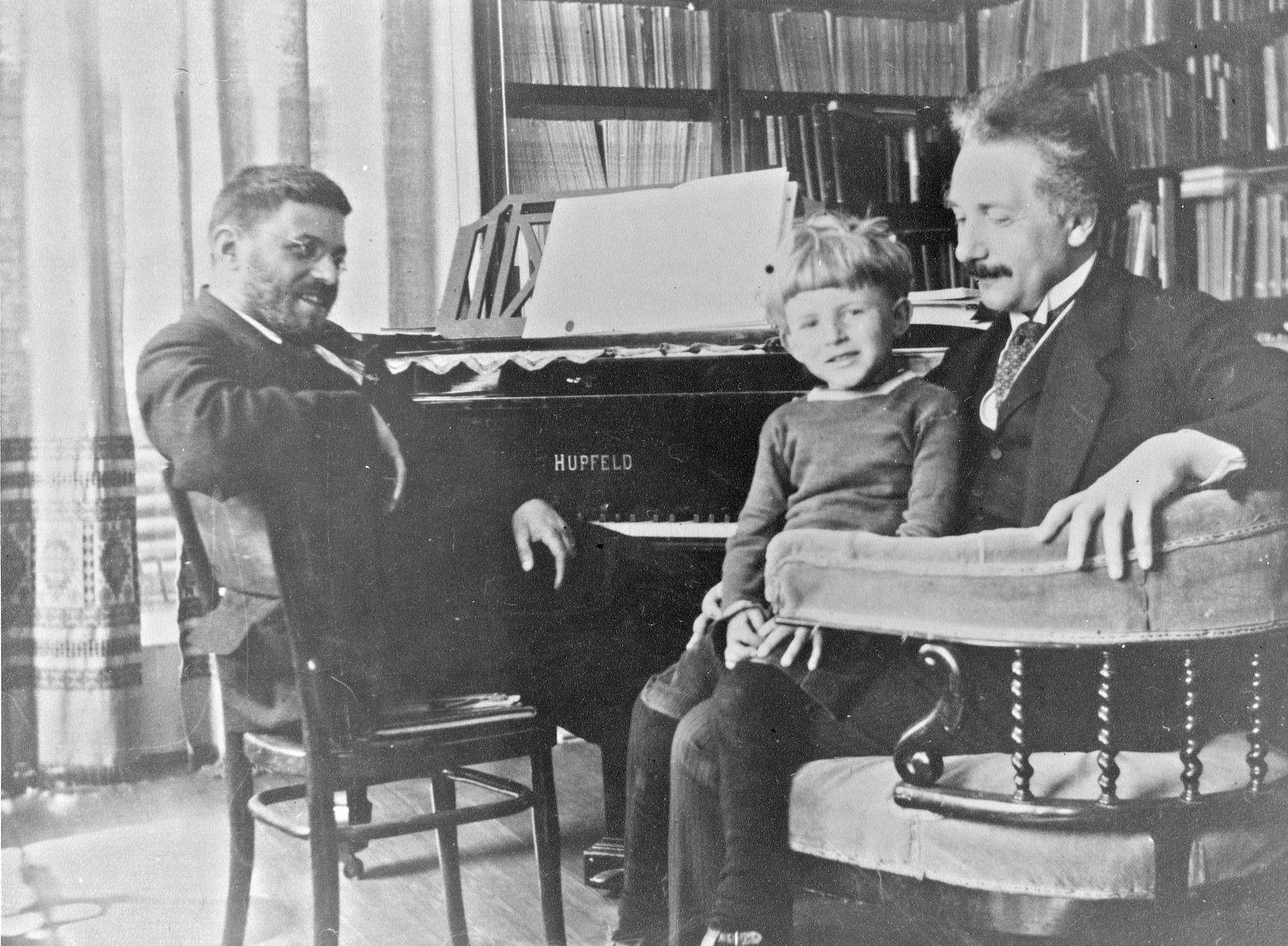
Einstein (rechts) op bezoek bij Ehrenfest (en diens zoontje), juni 1920

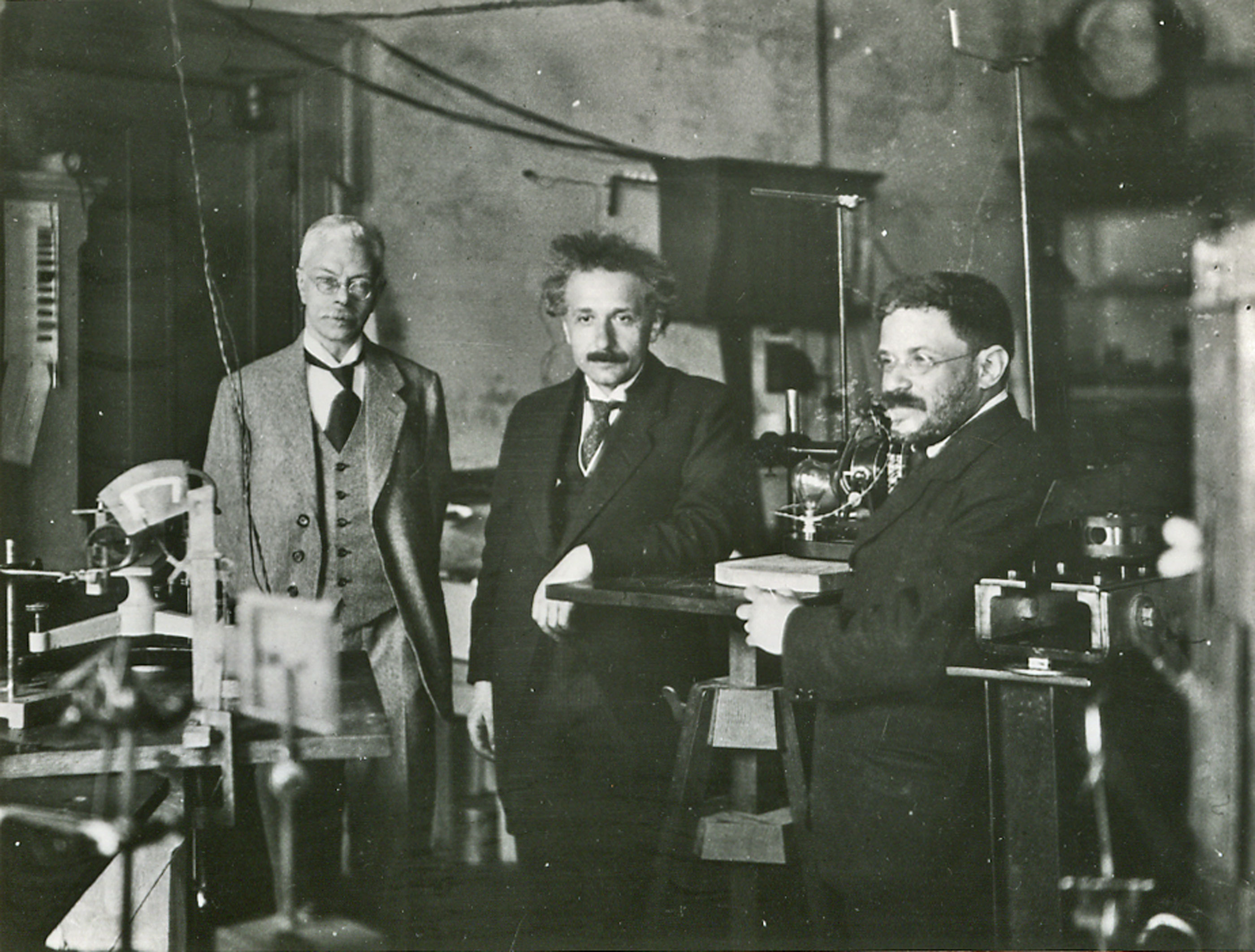
Einstein (midden) en Ehrenfest op bezoek bij Pieter Zeeman (links), circa 1920

Hij studeerde in Wenen bij Ludwig Boltzmann en vanaf 1901 in Göttingen, toen een belangrijk centrum voor wiskunde en theoretische natuurkunde. Daar ontmoette hij de Russische wiskundige Tatiana Afanassjewa. In het voorjaar van 1903 bracht hij een kort bezoek aan Leiden waar hij enkele colleges van Hendrik Lorentz bezocht. Geschoold in de klassieke mechanica promoveerde hij in 1904 bij Boltzmann in Wenen op het proefschrift "Die Bewegung starrer Körper in Flüssigkeiten und die Mechanik von Hertz". Enige maanden na de promotie trouwde hij in Wenen. In 1906 keerde het echtpaar terug naar Göttingen. Een jaar later, in 1907, verhuisde het echtpaar naar Sint-Petersburg, waar hij bevriend raakte met Abram Joffe, maar er wetenschappelijk geïsoleerd raakte. Vanwege zijn Oostenrijkse nationaliteit en zijn joodse afkomst had hij geen vooruitzichten op een vaste aanstelling. Samen schreven ze wel het artikel "Begriffliche Grundlagen der statischen Auffassung in der Mechanik" met een overzicht van de Boltzmann-theorie waarmee Ehrenfests carrière begon.
Begin 1912 reisde Ehrenfest langs verschillende Duitstalige universiteiten op zoek naar een baan. In Berlijn bezocht hij Max Planck, in Leipzig ontmoette hij zijn oude vriend Gustav Herglotz, in München zag hij Arnold Sommerfeld en vervolgens ging hij naar de universiteit in Zürich en daarna naar de universiteit in Wenen. Maar ondanks zijn gevestigde naam en zijn gerespecteerde werk slaagde hij er niet in een baan als privaatdocent te verkrijgen bij de bezochte plaatsen.
Desondanks vond hij toch een baan in Nederland. In hetzelfde jaar 1912 kwam Ehrenfest te werken als opvolger van Hendrik Lorentz aan de Rijksuniversiteit Leiden. Daar heeft hij mede door zijn enthousiasme een grote school gevormd, waartoe onder meer de natuurkundigen Johannes Burgers, Hendrik Casimir, Dirk Coster, Samuel Goudsmit, Hendrik Kramers maar ook de natuurkundige en econoom Jan Tinbergen behoorden. Zijn leerlingen spraken bewonderend over hem als "oom Socrates".
Ehrenfest was bevriend met beroemde natuurkundigen als Albert Einstein, Niels Bohr en Heike Kamerlingh Onnes, die soms bij hem op bezoek kwamen. In 1919 werd hij benoemd tot lid van de Koninklijke Nederlandse Akademie van Wetenschappen (KNAW). De jonge natuurkundige Robert Oppenheimer verbleef in Leiden om met Ehrenfest te discussiëren, waartoe hij ook Nederlands leerde.

## Drama
Een groot deel van zijn leven leed Paul Ehrenfest aan depressiviteit. Op 53-jarige leeftijd besloot hij zelfmoord te plegen. Nadat Ehrenfest de toekomstige zorg voor zijn andere kinderen geregeld had, schoot hij op 25 september 1933, in de wachtkamer van het aan het Vondelpark gelegen Prof. Waterinkinstituut, eerst zijn vijftienjarige zoon Wassik (Vassily) dood, die aan het syndroom van Down leed, en daarna zichzelf. Uit een eerder verzonden wanhoopsbrief aan vrienden, waaronder Einstein en Philip Kohnstamm, bleek dat Ehrenfest zijn grip was kwijtgeraakt op de stormachtige ontwikkelingen binnen de theoretische natuurkunde, en dan met name de opkomst van de kwantumfysica.
Paul Ehrenfest en zijn zoon Vassily werden samen begraven op de Nieuwe Oosterbegraafplaats.

## Privé
Paul Ehrenfest trouwde met Tatiana Afanassjewa (1876–1964), Russisch-Nederlandse wiskundige, natuurkundige, didacticus en architect. Het koppel kreeg twee dochters en twee zoons. De oudste dochter Tatjana Pavlovna Ehrenfest ('Tanja') (1905-1984) werd bekend als wiskundige. Dochter Galinka Ehrenfest ('Galja') (1910-1979) werd een succesvol auteur, ontwerper en illustrator van lees- en knutselboeken voor kinderen. In 2020 werd een tentoonstelling aan haar werken gewijd in het Amsterdams verzetsmuseum. De oudste zoon Paul jr. ('Pavlik') (1915-1939) werd natuurkundige. Hij kwam later om het leven door een lawine tijdens het skiën in de Franse Alpen. De jongste zoon Vassily ('Wassik') (1918–1933) leed aan het syndroom van Down.

## Promoties

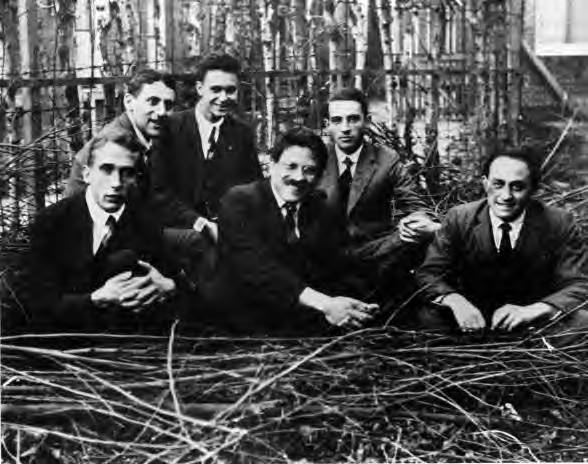
Ehrenfest met studenten in Leiden (1924). Van links naar rechts: Gerhard Heinrich Dieke, Samuel Abraham Goudsmit, Jan Tinbergen, Paul Ehrenfest, Ralph Kronig en Enrico Fermi

In de twintig jaar van zijn hoogleraarschap aan Leiden trad hij ten minste tien keer op als promotor en een keer als copromotor.
Alle elf onderstaande promoties met Ehrenfest als promotor waren aan de Rijksuniversiteit Leiden.
| Promovendus                   | Proefschrift | Jaar #afstammelingen                               |
| ----------------------------- | --- | -------------------------------------------------- |
| Johannes Martinus Burgers     | Het atoommodel van Rutherford-Bohr                                                                                               | 1918 245                                           |
| Hendrik Brugt Gerhard Casimir | Rotation of a Rigid Body in Quantum Mechanics                                                                                    | 1931 38                                            |
| Dirk Coster                   | Röntgenspectra en de atoomtheorie van Bohr                                                                                       | 1922 26                                            |
| Henri Bernard Joseph Florin   | Die Methoden der Heavisideschen Operatorenrechnung                                                                               | 1934 Adriaan Fokker promotor, Ehrenfest copromotor |
| Samuel Abraham Goudsmit       | Atoommodel en structuur der spectra                                                                                              | 1927 9                                             |
| Hendrik Anthony Kramers       | Intensities of Spectral Lines | 1919 883                                           |
| Roelf Luppo Krans             | Enige vraagstukken uit de golfmechanika der elektronen                                                                           | 1931                                               |
| Arend Joan Rutgers            | Bijdrage tot de theorie der thermo-elektriciteit in kristallen                                                                   | 1930                                               |
| Jan Tinbergen                 | Minimumproblemen in de natuurkunde en de economie                                                                                | 1929 729                                           |
| Jan Tresling                  | Deformaties en trillingen in het vaste lichaam bij afwijkingen van de wet van Hooke, ook in verband met de toestandsvergelijking | 1919                                               |
| George Eugene Uhlenbeck       | Over statistische methoden in de theorie der quanta                                                                              | 1927 159                                           |

## Overige studenten
- Gregory Breit[14]
- Gerhard Heinrich Dieke[15]
- Paul Sophus Epstein
- Enrico Fermi
- Ralph Kronig
- Viktor Trkal[16], assistent van Ehrenfest 1919-1920

## Colloquium Ehrenfestii

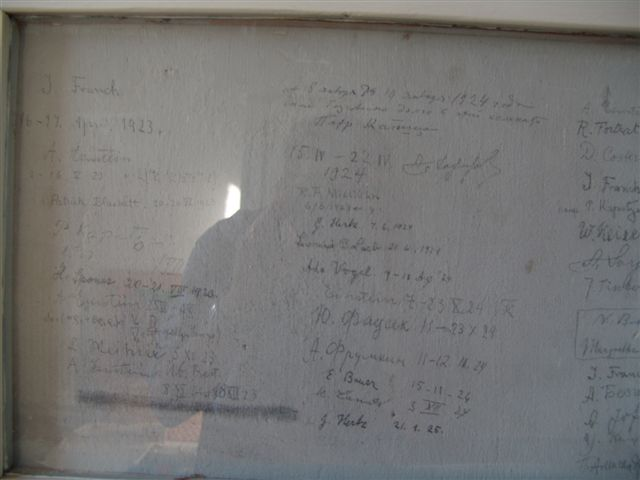
De muur met het 'gastenboek' in het Ehrenfesthuis

Toen Ehrenfest kwam te werken als hoogleraar Theoretische Natuurkunde aan de Universiteit Leiden, stelde hij meteen het ‘woensdagavondcolloquium’ in. Hij had eerder al zoiets gedaan tijdens zijn periode in Sint-Petersburg. Het woensdagavondcolloquium werd in zijn huis georganiseerd, wat later befaamd werd onder de naam Colloquium Ehrenfestii. Tijdens deze informele bijeenkomsten werden door professoren en studenten voordrachten gehouden en werden er levendige discussies gehouden over de recente ontwikkelingen in de natuurwetenschappen. Ook de buitenlandse bezoekers van Ehrenfest (onder wie Bohr, Dirac, Einstein, Fermi en Pauli) hielden er hun voordrachten, waarna ze hun naam bijschreven op een muur. Deze zijn bewaard gebleven in het Ehrenfesthuis. Sprekers kregen van tevoren te horen: "Houd er rekening mee dat we weinig weten, maar snel begrijpen". Ehrenfest was niet bang om "domme vragen" te stellen en moedigde anderen aan ze ook te stellen. Hij zei: "Als ik het begrepen heb, dan alle anderen ook". Toen Werner Heisenberg een keer een lezing gaf, onderbrak Ehrenfest hem en zei: "Nee, nee. Je moet het mij duidelijk maken, niet Pauli".

## Onderzoek

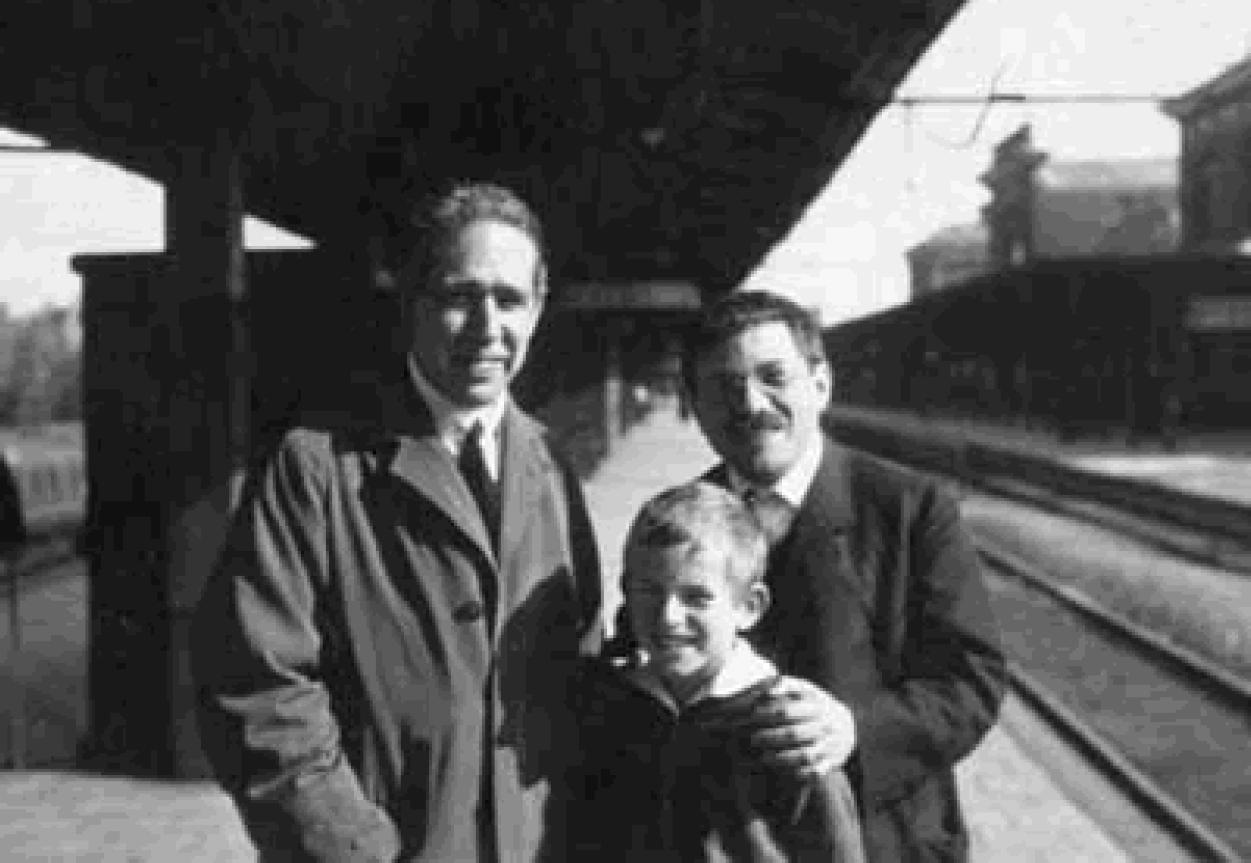
Niels Bohr met Ehrenfest en zoon Paul jr op het station van Leiden, circa 1922

### Ehrenfestparadox
In 1909 verscheen een kort artikel van de toen nog onbekende Ehrenfest waarin hij zich richtte op het gedrag van starre lichamen binnen de relativiteitstheorie. In een cilinder van starre materie die met hoge snelheid roteert, zal wel een lorentzcontractie optreden in de circumferentiële richting maar niet in radiële richting. Hiermee legde hij een probleem in de speciale relativiteitstheorie bloot – de Ehrenfestparadox. De paradox vormde een aangrijpingspunt voor Einstein om opnieuw na te denken over zijn relativiteitstheorie. Reeds in 1912 concludeerde Einstein, dat de euclidische meetkunde op een roterend voorwerp niet geldig is. In 1916 leidden Einsteins overpeinzingen tot de formulering van zijn algemene relativiteitstheorie.

### Adiabatische principe
Ehrenfests belangrijkste bijdrage van 1912 tot 1933 was de formulering van het adiabatische principe. Zelf beschouwde hij het als zijn 'beste' bijdrage. Het is een concept afgeleid van het theorema van Boltzmann uit de klassieke mechanica, die op de ene wijze diende om bepaalde methoden te verklaren van het atoommodel van Bohr (hoewel Ehrenfest aanvankelijk Bohrs ideeën niet accepteerde) en op de andere wijze een link legde tussen de atomaire mechanica en de statistische mechanica. Zijn adiabatische principe is dat de kwantumvoorwaarden steeds van dien aard moeten zijn dat daarbij de adiabatische invariante van de klassieke mechanica een veelvoud is van h (de constante van Planck).